# Енисей-СТМ
«Енисей-СТМ» — российский регбийный клуб из Красноярска, выступающий в чемпионате России. Основан в 1975 году. Прежние названия: «Труд» (1975—1978), РК «Сибтяжмаш» (1978 — апрель 2000), с 12 апреля 2000 года — «Енисей-СТМ».

## История
В 2004 году клуб провёл предсезонный тренировочный сбор в Италии, где должен был сыграть с тремя клубами Серии A. Однако те были заняты подготовкой к матчам чемпионата Италии, и сибиряки сыграли с тремя клубами серии «Б» — «Вероной», «Семпле Россоблю» и «Брешией», одержав три победы 61:0, 37:12 и 68:5 соответственно.

## Достижения[2]
- Чемпион России — 13 раз (1999, 2002, 2005, 2011, 2012, 2014, 2016, 2017, 2018, 2019, 2020/21, 2021/22, 2023/24)
- Серебряный призёр чемпионата России — 10 раз (2000, 2001, 2003, 2004, 2007, 2009, 2010, 2013, 2015, 2022/23)
- Бронзовый призёр чемпионата России — 3 раза (1997, 2006, 2008)
- Обладатель Кубка России по регби — 10 раз (2000, 2001, 2008, 2014, 2016, 2017, 2020, 2021, 2022, 2024)
- Финалист Кубка России по регби — 7 раз (2006, 2007, 2010, 2011, 2013, 2018, 2019)
- Обладатель Суперкубка России — 3 раза (2014, 2015, 2017)
- Обладатель Кубка Николаева — 8 раз (2016, 2017, 2018, 2021, 2022, 2023, 2024, 2025)
- Обладатель Континентального Щита — 2 раза (2016/17, 2017/18)

## Выступления по годам[3]
- 1978 — 5 место на чемпионате РСФСР…
- 1985 — 6 место на чемпионате РСФСР…
- 1987 — 4 место из 18 на чемпионате РСФСР
- 1988 — 3 место на чемпионате РСФСР
- 1989 — 14 место из 24 (переходный турнир) — вышел в Высшую лигу
- 1990 — 15 место из 15 (вылетел в Первую лигу)
- 1991 — 3 место из 9 в Первой лиге
- 1992 — 8 место из 10 в Высшей Лиге
- 1993 — 7 место из 10
- 1994 — 8 место из 8
- 1995 — 5 место из 10
- 1996 — 4 место из 6
- 1997 — 3 место из 15
- 1998 — 4 место из 16
- 1999 — Чемпион
- 2000 — 2 место из 6
- 2001 — 2 место из 7
- 2002 — Чемпион
- 2003 — 2 место из 15
- 2004 — 2 место из 6
- 2005 — Чемпион
- 2006 — 3 место из 7
- 2007 — 2 место из 8
- 2008 — 3 место из 14
- 2009 — 2 место из 10
- 2010 — 2 место из 8
- 2011 — Чемпион
- 2012 — Чемпион
- 2013 — 2 место
- 2014 — Чемпион
- 2015 — 2 место
- 2016 — Чемпион
- 2017 — Чемпион
- 2018 — Чемпион
- 2019 — Чемпион
- 2020/21 — Чемпион
- 2021/22 — Чемпион
- 2022/23 — 2 место
- 2023/24 — Чемпион

## Выступления в еврокубках
«Тяжёлая машина» стала первым российским клубом-участником еврокубков. В сезоне 2015/16 сибиряки дебютировали в квалификации Европейского Кубка Вызова. Первым соперником стал чемпион Португалии — КДУЛ. В сезоне 2016/17 «Енисей-СТМ» выиграл «Континентальный Щит» (третий по значимости европейский трофей в регби), став таким образом первым отечественным клубом-обладателем евротрофея. В финальном матче, проходившем в Шотландии в рамках Сибирского дерби, были побеждены соседи из «Красного Яра». Пять раз подряд красноярцы проходили сито плей-офф и попадали в групповой раунд Кубка Вызова (второй по значимости европейский трофей в регби). Побеждал такие клубы как французский «Брив Коррез», валлийский «Дрэгонс», английские «Ньюкасл Фэлконс» и «Вустер».

### Статистика выступлений
| Сезон     | Турнир                   | Раунд                       | Соперник      | Дома  | В гостях | Общий счёт |            |
| --------- | ------------------------ | --------------------------- | ------------- | ----- | -------- | ---------- | ---------- |
| 2015/2016 | Европейский кубок вызова | Предварительный раунд       | КДУЛ          | -     | 28:6     | 28:6       |            |
| 2015/2016 | Европейский кубок вызова | Предварительный раунд       | Мольяно       | 19:15 | -        | 19:15      |            |
| 2015/2016 | Европейский кубок вызова | Раунд плей-офф              | Байя-Маре     | 33:12 | 30:20    | 63:32      |            |
| 2015/2016 | Европейский кубок вызова | Группа 1                    | Коннахт       | 14:31 | 5:47     | 4-е        |            |
| 2015/2016 | Европейский кубок вызова | Группа 1                    | Брив          | 10:7  | 3:33     | 4-е        |            |
| 2015/2016 | Европейский кубок вызова | Группа 1                    | Ньюкасл       | 24:7  | 7:55     | 4-е        |            |
| 2016/2017 | Европейский кубок вызова | Раунд плей-офф              | Ровиго        | 39:5  | 31:0     | 70:5       |            |
| 2016/2017 | Европейский кубок вызова | Группа 3                    | Дрэгонс       | 38:18 | 10:34    | 4-е        |            |
| 2016/2017 | Европейский кубок вызова | Группа 3                    | Брив          | 8:43  | 18:38    | 4-е        |            |
| 2016/2017 | Европейский кубок вызова | Группа 3                    | Вустер        | 19:12 | 14:57    | 4-е        |            |
| 2017/2018 | Европейский кубок вызова | Раунд плей-офф              | Мольяно       | 51:7  | 46:0     | 97:7       |            |
| 2017/2018 | Европейский кубок вызова | Континентальный Щит (финал) | Красный Яр    | -     | -        | 36:8       | Победитель |
| 2017/2018 | Европейский кубок вызова | Группа 1                    | Дрэгонс       | 21:28 | 0:15     | 4-е        |            |
| 2017/2018 | Европейский кубок вызова | Группа 1                    | Бордо         | 17:57 | 27:36    | 4-е        |            |
| 2017/2018 | Европейский кубок вызова | Группа 1                    | Ньюкасл       | 7:64  | 19:33    | 4-е        |            |
| 2018/2019 | Европейский кубок вызова | Раунд плей-офф              | Красный Яр    | 47:22 | 27:26    | 74:48      |            |
| 2018/2019 | Европейский кубок вызова | Континентальный Щит (финал) | Хайдельбергер | -     | -        | 24:20      | Победитель |
| 2018/2019 | Европейский кубок вызова | Группа 4                    | Цебре         | 14:31 | 14:58    | 4-е        |            |
| 2018/2019 | Европейский кубок вызова | Группа 4                    | Ла-Рошель     | 21:82 | 24:64    | 4-е        |            |
| 2018/2019 | Европейский кубок вызова | Группа 4                    | Бристоль      | 9:65  | 19:107   | 4-е        |            |
| 2019/2020 | Европейский кубок вызова | Раунд плей-офф              | Тимишоара     | 40:32 | 18:20    | 58:52      |            |
| 2019/2020 | Европейский кубок вызова | Группа 1                    | Вустер        | 14:57 | 10:66    | 4-е        |            |
| 2019/2020 | Европейский кубок вызова | Группа 1                    | Кастр         | 12:28 | 10:22    | 4-е        |            |
| 2019/2020 | Европейский кубок вызова | Группа 1                    | Дрэгонс       | 22:49 | 5:47     | 4-е        |            |

## Тренерский штаб
- Главный тренер:  Александр Первухин
- Старший тренер:  Вакиль Валеев

## Главные тренеры клуба[8]
- Владимир Кучинский (1975—1978)
- Владимир Кичайкин (1979—1992)
- Валерий Багдасаров (1992)
- Александр Первухин (1992—2014)[9]
- Вакиль Валеев (2014—2019)
- Александр Первухин (2019—н.в)

## СШОР «Енисей-СТМ»
Енисей-СТМ принимает участие в юношеском турнире в японской Фукуоке — Sanix World Rugby Youth Tournament. В турнире традиционно принимают участие восемь лучших японских школ и восемь иностранных школ со всего мира.
- Енисей-СТМ-95 — 13 место (2013 год)
- Енисей-СТМ-97 — 6 место (2015 год)
- Енисей-СТМ-98 — 10 место (2016 год)
- Енисей-СТМ-99 — 12 место (2017 год)
- Енисей-СТМ-00 — 14 место (2018 год)
- Енисей-СТМ-01 — 14 место (2019 год)